# Аксу (уезд)
Аксу́ (от тюркского «Белая вода», уйг. ئاقسۇ‎, Ақсу, кит. упр. 阿克苏, пиньинь Ākèsū) — городской уезд в округе Аксу Синьцзян-Уйгурского автономного района КНР. Является местом пребывания властей округа Аксу.

## География
Городской уезд Аксу включает в себя урбанизированную зону Аксу (то есть, традиционно или неформально — город Аксу) и прилегающие сельские территории, протянувшиеся на более чем 100 км вдоль реки Аксу, и далее в пустыню Такла-Макан. Городская зона («город») Аксу расположена в нескольких километрах к востоку от реки Аксу, которая течёт с гор Тянь-Шаня в Киргизии на юго-восток, орошает большую часть городского уезда Аксу, и затем сливается с рекой Яркенд, образуя реку Тарим.

## История
В древности на этих землях находилось государство Гумо (姑墨). В I-ом веке до н. э. там проживало 24 500 человек, 3 500 домохозяйств, 4 500 воинов. Китайская администрация: 6 чиновников, 2 переводчика. Добыча меди, железа, аурипигмента. Во время Ван Мана князь Аксу Чэн (丞) присоединил соседнее владение Вэньсу. Впоследствии был поглощён Куча.
В 629 году город посетил китайский пилигрим Сюаньцзан, который в своих записках назвал его «Барука». В 640-х годах эти земли перешли под контроль империи Тан, в 670 году регион был захвачен тибетскими войсками, в 692 году над регионом восстановила контроль империя Тан, в конце 720-х регион опять завоевали тибетцы, а в 740-х — Тан. Таласская битва и Мятеж Ань Лушаня привели к тому, что китайские войска постепенно оставили этот регион, и господство над ним стали оспаривать друг у друга уйгуры и тибетцы. В конце IX века город был захвачен енисейскими кыргызами.
В XIII веке город стал столицей государства Мангалай, которое в 1220-х было завоёвано Чингисханом. После распада Монгольской империи в конце XIII века эти земли вошли в Чагатайский улус, а после его распада стали частью Могулистана. Затем они долгое время находились под властью различных местных правителей, а в XVIII веке были завоёваны Цинской империей.
В начале XIX века город, окружённый стеной с четырьмя воротами, насчитывал до 6000 домов, имел шесть караван-сараев и пять мечетей и представлял центральный пункт торговли на западе Китая, где сходились караваны из Китая, России, Восточного и Западного Туркестана, Кашмира, Ладакха и Индии, равно как и важный стратегический пункт, так как здесь соединяются дороги из внутреннего Китая и из восточной части страны. В Кульджу на реке Или в Джунгарии ведёт через Тянь-Шань глетчерный проход Сауку, находящийся на высоте 3388 м
Местные жители ловко ткут бумажные ткани, гранят драгоценные камни, обрабатывают кожу и металлы. Они выделывают «бези» или «даба» (бумажные материи) высшего достоинства, так называемые «сиха», которые, так же как и излюбленные их уздечки и седла, расходятся по всем местностям Восточного Туркестана. Зажиточное население держит многочисленные стада скота, лошадей, верблюдов и баранов. Аксу был завоёван в 1867 году Якуб-ханом из Кашгара, в 1877 году опять был взят китайцами.
В 1888 году Генри Лансделл так описывал Аксу:

В городе 4 010 домов, с плоскими глиняными крышами; дома построены скученно и по виду очень бедны; имеются две мечети. Лавки, кроме местных товаров, торгуют также русскими и английскими; из русских товаров первенствующую роль играет хлопок и ситец, а из английских кисея. 20 лет тому назад Аксу славился шорным производством, оружием, глиняной посудой, кувшинами из невыделанной кожи (dabba), табаком и т. д. Эти произведения, а также скот и шерсть для шалей из г. Уч-турфан-тин вывозились в соседние города. В ещё более ранние времена в окрестных городах разрабатывались свинцовые, медные и серные рудники, а также добывали уголь в холмах близ Караваха (где теперь теплые серные ключи), все добытое свозилось в город для торговли. В настоящее время торговля г. Аксу по-видимому сильно пала. Население состоит, кроме турок, из 500 китайских и 500 дунганских семейств.

После образования в 1883 году провинции Синьцзян эти земли были подчинены Вэньсуской непосредственно управляемой области (温宿直隶州), которая в 1902 году была поднята в статусе до Вэньсуской управы (温宿府), при этом земли нынешнего городского уезда Аксу подчинялись непосредственно управе без промежуточных звеньев управления.
После Синьхайской революции старые системы управления были ликвидированы, и в апреле 1913 года на землях, ранее непосредственно подчинявшихся Вэньсуской управе был образован уезд Аксу (阿克苏县), подчинённый Региону Аксу (阿克苏道).
После образования КНР уезд Аксу вошёл в состав Специального района Аксу. В 1956 году бывший город 4-го уровня Аксу был преобразован в посёлок Аксу. В мае 1958 года был расформирован уезд Вэньсу, а его земли были переданы уезду Аксу, но в 1962 году уезд Вэньсу был воссоздан. Указом Госсовета КНР от 19 августа 1983 года уезд Аксу был преобразован в городской уезд Аксу. 18 июля 1984 года был расформирован посёлок Аксу, а его уличные комитеты были повышены в статусе, став равными волостям и посёлкам.
Решением Госсовета КНР от 17 сентября 2002 года Арал был выделен из состава городского уезда Аксу в отдельный городской уезд, подчинённый непосредственно правительству Синьцзян-Уйгурского автономного района.

## Административное деление
Городской уезд Аксу делится на 7 уличных комитетов, 2 посёлка и 4 волости.

## Экономика
В Аксу расположен индустриальный парк оптоэлектроники (производство ультратонкого гибкого стекла).

## Транспорт
Город обслуживает аэропорт Аксу.